# Etheostoma olmstedi
Espèce
Statut de conservation UICN

 LC  : Préoccupation mineure
Etheostoma olmstedi, le Raseux-de-terre gris, est une espèce de poissons de la famille des Percidae.

## Distribution
Cette espèce se rencontre dans l'est des États-Unis et au Canada (au Québec et en Ontario).

## Publication originale
- Storer, 1842 : Descriptions of two new species of fishes. Boston Journal of Natural History, vol. 4, p. 58-62,